# 阿久津真央
阿久津 真央（あくつ まお、1993年〈平成5年〉12月24日 - ）は、日本のタレント、グラビアモデル、元レースクイーン。大阪府出身。マグニファイエンタテインメント所属。レースクイーンユニット『Pacific Fairies』（パシフィックフェアリーズ）の2016-2017年度メンバーとしての活動が著名。

## 略歴

### モデル活動開始～RQデビューまで
小学6年の頃から9年間ダンスを習っており、24時間テレビ「愛は地球を救う」のイベントステージで踊ったことがある。高校3年生の時に、乃木坂46の1期生オーディションで最終審査まで残っていたが落選。これを機に「いつか東京で成功してやる」と夢見つつモデルの仕事を始めた。
2014年
- 11月7日 アメーバブログ『MAOのHappiBlog..♡』開始[5]。
- 12月19日 サンテレビ『BULL ROCK.TV』初収録 (2015年1月8日放送)。以降、レギュラーとして出演[6]。

2015年
- 3月、スーパー耐久ST-Xクラス『KONDO Racing ADVAN WTCC GAL』としてレースクイーンデビュー[7]。
- 4月16日 視聴者参加型生放送「SHOWROOM(ショールーム)」『阿久津ん家』初配信[8]。
- 8月1日～8月2日に開催された『スーパー耐久シリーズ 2015』第4戦 TKU SUPER TAIKYU RACE in AUTOPOLIS (オートポリス) において「スーパー耐久レースクイーン＆マスコット人気投票 ST GIRL 50」に第37位で初ランクイン。同時に「ラッキーセブンガールズ」に初選出[9]。
- 8月30日 『スタードラフト会議 2015 in KANSAI』 ファイナリストに進出。
- 9月5日～9月6日に開催された『スーパー耐久シリーズ 2015』第5戦 スーパー耐久レース in 岡山 (岡山国際サーキット) において「スーパー耐久レースクイーン＆マスコット人気投票 ST GIRL 50」に第44位で2度目のランクイン[10]。
- 9月17日発売の『GALSPARADISE 2015 トップレースクィーン編』にて、2015年にギャルパラが取材した400人以上のレースクイーンの中から「ギャルパラ厳選！ 今シーズンを象徴する最上級の女神たち 2015 レースクイーン・トップ30」に選出。
- 10月24日～10月25日に開催された『スーパー耐久シリーズ 2015』第6戦 スーパー耐久レース in 鈴鹿 (鈴鹿サーキット) において「スーパー耐久レースクイーン＆マスコット人気投票 ST GIRL 50」に自己最高順位の第12位で3度目のランクイン[11]。
- 10月31日放送の『ランク王国』(TBS) の特集「レースクイーン注目TOP10」にて第10位に選出。
- 11月14日に開催された「2015 AUTOBACS SUPER GT Round8 もてぎGT 250kmレース」のオートスポーツショップにて発表された『PONOS 日本レースクイーン大賞 2015』のノミネートレースクイーン 100名に選出。
- 11月20日に発売された「GALSPARADISE 2015 DVDスペシャル」にて、日野礼香、堀尾実咲、永瀬あや、瀬野ユリエと共に初めての表紙に抜擢される。「今シーズンのRQ界を強烈にリード!! 最高にイケてる5人の天使が大胆に迫る!」との紹介あり。付録のDVD「GALSPARADISE MOVIE 2015」(SDGP-1601)では、Chapter1「SPECIAL GRAVURE」、Chapter2「MINI GAME」、Chapter4「2015 TOP RACE QUEEN GRAVURE MAKING」に出演しており、Chapter2「MINI GAME」の中で行われたバランスバイクによるタイムトライアルレース「BALANCE BIKE MINI GAME」では19秒の最高記録を出して優勝している。
- 12月24日 22歳の誕生日当日の「AUTO SPORTS WEB」サイトの『本日のレースクイーン』に初選出。

### Pacific Fairies時代（2016年 - 2017年）
2016年
- 2月4日 LIVE動画アプリ「takusuta」初配信。
- 3月3日 ヴィズミック株式会社への所属を自身のブログで報告[12]。同月から『Pacific Fairies』の一員として自身初のSUPER GTレースクイーンを務める[13]。
- 5月29日 アメリカ村 Club JOULEで行われた『BULL★ROCK.FES vol.1』において、GIRLS BAND『MARBULL』のメンバーとしてライブハウスデビュー。初めてのドラム演奏を披露。演奏した楽曲は「Stand by Me」。

2017年
- 1月13日、東京オートサロン2017のステージイベントとして実施された『モバオク！ 2016 日本レースクイーン大賞』表彰式において、実行委員会特別賞を受賞[14]。
- 1月26日 サンテレビ『BULL ROCK.TV』放映の中で、当番組で結成されたGIRLS BAND『MARBULL』の新リーダーに就任。
- 2月28日 スーパードーム舞鶴店 専属イメージガールに就任。同時にSUPER DOMEイメージガール『SUNNY DAY GIRLS』に加入。ナンバーは「11」。
- 3月15日 PACIFIC RACING TEAMから発表されたレースクイーンユニット『Pacific Fairies(パシフィックフェアリーズ)』の2017年メンバーに選出。SUPER GTのGT300クラスに参戦する9号車 PACIFIC with GULF RACING のリーダーを担当[15]。
- 3月17日 2017そのだ金曜ナイターイメージガール『SKNフラッシュ8』への参加を発表。
- 6月19日発売の『週刊プレイボーイ』にて「サーキットを彩る女神8人をピックアップ!!　麗しのレースクイーン」に選出され、週刊プレイボーイ誌のグラビアデビュー。
- 10月1日に開催された「ギャルパラ秋祭り」において『日本レースクイーン大賞2017 ～コスチューム部門～』の結果発表が行われ、自身がリーダーを務める『Pacific Fairies(パシフィックフェアリーズ)2017』がグランプリを受賞。一緒に「ギャルパラ秋祭り」に参加していたメンバーの立花はると共に受賞の喜びを報告 (正式の表彰は東京オートサロン2018にて実施される予定)。同イベントの最後には参加レースクイーンを代表して一本締めを実施[16]。

### RQ引退後（2018年 - 現在）
2018年
- 1月、大阪から東京に拠点を移す。
- 1月13日、東京オートサロン2018（幕張メッセ）で開催された『GOODRIDE 日本レースクイーン大賞2017』8代目グランプリを受賞。これにより、自身が所属するユニット『Pacific Fairies』が同賞史上初となる3冠（新人、コスチューム部門、大賞）獲得。また、大阪出身のRQとしても初の栄冠となった[17]。

レースクイーン活動はPacific Fairies卒業をもって引退。以後はグラビアモデル・タレントとして活動を継続する。
2018年8月31日付けでヴィズミックを退社した後、フリー期間を経て2019年8月1日よりマグニファイエンタテインメントに所属。2020年2月25日、自身のYouTubeチャンネル『阿久津真央のMAOTUBE』を開設。

## 出演

### テレビ
- BULL ROCK TV (サンテレビ)  毎週木曜日 23:45～24:00 レギュラー出演
- ゴッドタン ゲラ女王選手権（2018年7月28日、テレビ東京）[18]
- ヒロミ・指原の“恋のお世話始めました” （2021年6月3日・2022年12月8日、テレビ朝日・ABEMA）[19][20]
- ダウンタウンのガキの使いやあらへんで! とろサーモン久保田七変化（2022年7月17日、日本テレビ）[21]
- アイドル鬼ごっこ2023！～わたし、本気出してもいいですか～（2023年4月21日、GAORA SPORTS）[22][23]

### MUSIC VIDEO
- 『Always』 (LAST TRAIN HOME)  2016年11月30日公開
- 『Starting Line』 (LAST TRAIN HOME)  2017年1月23日公開

### ファッションショー
- 2014年11月22日 『JAPAN MODELS vol.5』【Tika-ティカ-】 (梅田HEP FIVE 8F HEP HALL)[24]
- 2014年11月23日 『WAKAYAMA COLLECTION 2014 Fashion Stage ~神舞衣 2nd~』【和の刻】 (ノーリツアリーナ和歌山)[25]
- 2014年12月27日 『D-1 大阪 2014』【Tika-ティカ-】 (堂島リバーフォーラム)[26][27]
- 2015年1月24日 『JAPAN MODELS vol.6』【Tika-ティカ-】 (梅田HEP FIVE 8F HEP HALL)[28]
- 2015年3月17日 『Prom Osaka 2015 ファッションショー』【Tika-ティカ-】 (なんばHatch)[29][30][31]
- 2015年3月31日 関西コレクションプロデュースイベント『FASHION LEADERS』 (なんばHatch)[32][33]
- 2015年4月2日 『Sakura meets collection』【Dabuwawa】 (あべのキューズモール内 ROCKTOWN)[34]
- 2015年4月12日 『関西コレクション2015 SPRING & SUMMER』【candymagic】 (京セラドーム大阪)[35]
- 2015年7月12日 『ゆかたファッションショー』 (イオン東大阪店)[36]
- 2015年9月13日 『HYBRID BANK ファッションショー』 (Princess Garden)[36]
- 2015年12月23日 『D-1大阪2015』【NIKITA】 (Zeppなんば大阪))[37]

### レースクイーン
- 2015年3月28日～10月25日 『スーパー耐久シリーズ2015』 第1戦、第3戦～第6戦 【ST-Xクラス 24号車 スリーボンド日産自動車大学校 GT-R KONDO Racing ADVAN WTCC GAL】[7]
- 2015年10月31日～11月1日 『2015全日本ラリー選手権』 第9戦(最終戦)「新城ラリー」【ADVAN WTCC GAL】
- 2016年 『AUTOBACS SUPER GT 2016 SERIES』 第1戦～第6戦、第8戦 【GT300クラス 9号車 Gulf Racing with PACIFIC PORSCHE 911 GT3R  Pacific Fairies】[13]
- 2016年 『スーパー耐久シリーズ2016』 第3戦～第5戦 【ST-Xクラス 112号車 SATO-SS SLS AMG GTS Rn-sports】
- 2017年 『AUTOBACS SUPER GT 2017 SERIES』 第1戦～第3戦、第5戦～第8戦 【GT300クラス 9号車 Gulf Racing with PACIFIC PORSCHE 911 GT3R  Pacific Fairies】

### イベント・展示会
- 2015年1月10日～1月11日 『東京オートサロン2015 with NAPAC 2015』【VITT株式会社吉岡タイヤ通商ブース】 (幕張メッセ 日本コンベンションセンター)[38][39][40]
- 2015年5月23日 BULL ROCK.TV presents『BULL★ROCK.FES vol.0』 (Live Restaurant "Flamingo the Arusha")[41]
- 2015年8月30日 『スタードラフト会議 2015 in KANSAI』 (Zepp Namba)[42]
- 2016年2月6日～2月7日 『フィッシングショー OSAKA 2016』【東レ インターナショナル/イマカツ】 (大阪国際見本市会場<インテックス大阪>)
- 2016年2月13日～2月14日 『大阪オートメッセ2016』【JUNCTION PRODUCE】 (大阪国際見本市会場<インテックス大阪>)
- 2016年5月29日 BULL ROCK.TV presents『BULL★ROCK.FES vol.1』 (アメリカ村 Club JOULE)
- 2016年7月30日～7月31日 『ウォーターランフェスティバル2016大阪』【DJライブステージMC】 (舞洲スポーツアイランド　太陽の広場)
- 2016年10月16日 BULL ROCK.TV presents『BULL★ROCK Show in HALLOWEEN NIGHT』 (アメリカ村 DROP)
- 2017年8月19日 BULL ROCK.TV presents『BULL★ROCK BEGINNING OF THE END』 (梅田アムホール)

## 作品

### DVD
- 見やんといて♡（2018年4月20日、イーネット・フロンティア）
- お願い！まお先生 ～先生って呼ばんといて～（2019年12月20日[43]、ラインコミュニケーションズ）
- 独り占めするよ？（2020年6月26日、エスデジタル）
- あかん（2020年9月25日、エアーコントロール）
- ええよ♡（2021年10月29日、スパイスビジュアル）